# Blutbraut
Blutbraut ist ein Fantasyroman der Autorin Lynn Raven. Das Buch erschien am 31. Oktober 2011 im cbt/cbj Verlag. Das Buch handelt von Lucinda Moreira, die als Kind dem Patron der de Alvaro Familie, Joaquín de Alvaro, als Blutbraut versprochen wurde. Damit ist Lucinda jedoch nicht einverstanden, da sie nicht bereit ist, als Blutbraut zu leben und versucht so ihrem Schicksal als Blutbraut zu entkommen.

## Handlung
Lucinda Moreira lebt auf der Flucht. Seit sie denken kann, flieht sie vor der mächtigen Familie de Alvaro, denn als Kind wurde sie Joaquín de Alvaro, dem Patron der Familie, als Blutbraut versprochen. Unter dem Namen Mia arbeitet sie im Forty-two, einem Club in Boston. Dort lernt sie Cris kennen und verliebt sich in ihn. Am Abend ihres letzten Arbeitstages im Forty-two trifft sie sich mit Cris und wird entführt. Schnell wird klar, dass die Entführer sie zu Joaquín de Alvaro bringen wollen. Es gelingt ihr, einem der Entführer, Rafael, ihr Messer ins Bein zu rammen, was jedoch die Entführung nicht verhindert, sondern ihr nur den Spitznamen tigresa einbringt. Während der Entführung stellt Lucinda fest, dass Cris Joaquíns Bruder ist. Cris unterstützt zwar die Entführung nicht, verhindert sie aber auch nicht. Auf Santa Reyada angekommen, wird die Gruppe bereits von Joaquín erwartet. Dessen Verwandlung zu einem Nosferatu ist bereits weit fortgeschritten. In der nächsten Zeit versucht Joaquín, langsam Lucindas Vertrauen zu gewinnen, was jedoch nicht gelingt. Bei einem Besuch durch einen anderen Hexer gelingt es Lucinda, sich in dessen Limousine zu verstecken und so das Grundstück zu verlassen. Als jedoch das Haus des anderen Hexers erreicht wird, wird Lucinda entdeckt und soll von einem anderen Hexer als Blutbraut missbraucht werden. Da sie diesem jedoch nicht erlaubt, von sich zu trinken, wird sie verletzt. Joaquín schafft es jedoch, sie zu retten, und bringt die völlig verstörte Lucinda zurück nach Santa Reyada, wo sie auf den Arzt Fernan treffen, der sie behandelt. Kurz darauf stattet das Konsortium Joaquín einen Besuch ab, wobei klar wird, wie weit Joaquín schon mit seiner Verwandlung zum Nosferatu ist. Ihm werden zwei Wochen gegeben, bis Lucinda seine Blutbraut ist. Andernfalls ist er zur Hinrichtung gezwungen. Währenddessen erfährt Lucinda bei einem Spaziergang mit Cris, dass sie schon als Kind auf Santa Reyada gelebt hat. Als sie daraufhin Joaquín zur Rede stellen will, ist dieser nach seinem Gespräch so aufgebracht, dass er sie erneut so ängstigt, dass sie nicht weiter fragt. Später am Abend erfährt sie von Cris, dass sich Joaquín bei Cage-Fights abreagiert und überredet Cris dorthin zu fahren, aus Angst, dass Joaquín jemandem etwas antun könnte. Sobald Joaquín bemerkt, dass die beiden dort sind, bricht er seinen Kampf ab und versucht Lucinda und Cris dort wegzubringen. Auf der Rückfahrt schnallt Lucinda sich aus Angst nicht an. Als ein anderer Wagen versucht, Joaquíns Wagen von der Straße abzudrängen, überschlägt sich das Auto, und Lucinda wird schwer verletzt. Fernan behandelt Lucinda erneut. Zurück auf Santa Reyada ist Lucinda erneut alleine und sieht sich im Haus um. Sie findet dabei Joaquíns Atelier und findet Zeichnungen von sich selbst, angefertigt von Joaquín. Kurz darauf findet Joaquín sie in seinem Atelier, und Lucinda stellt ihn zur Rede, wie er sie die letzten Jahre verfolgen konnte. Er zeigt ihr daraufhin, dass er mithilfe von spiegelnden Oberflächen andere beobachten kann. Überraschend bietet er an, sie noch für weitere zehn Tage auf Santa Reyada zu behalten und ihr etwas über Magie beizubringen. Dem stimmt Lucinda zu. An Lucindas Geburtstag, einige Tage später, möchte Joaquín ihr das alte Santa Reyada zu zeigen. Der Ausflug wird jedoch von einem wichtigen Anruf durch das Los Angeles Police Department vereitelt. Dies nutzt Cris als Gelegenheit, um mit Lucinda nach Los Angeles zum Einkaufen zu fahren. Lucinda ist der Ausflug eher unangenehm, sie macht aber trotzdem mit. Abends bringt Cris sie nach San Isandro, dem Dorf, das unter dem Schutz der de Alvaros steht, wo er eine riesige Geburtstagsparty für Lucinda geplant hat. Ihr ist das jedoch alles etwas zu viel, und sie geht eher gezwungen durch den Abend. Dieser wird mehr oder weniger von Joaquín gesprengt, als er wütend eintrifft und Lucinda und Cris als herzlos bezeichnet. Lucinda ist damit völlig überrumpelt und erfährt kurz darauf, dass Miguel, einer der Männer, die auf Santa Reyada arbeiten und nach San Isandro gehören, gemeinsam mit seiner Frau in einem von Joaquíns Wagen ermordet worden sind. Lucinda macht Cris dafür verantwortlich, dass er ihr das nicht früher erzählt hat, da er dazu die Möglichkeit hatte. Die beiden entfernen sich immer mehr voneinander und Cris verlässt wütend die Party. 
Am nächsten Morgen will Lucinda endlich den Ausflug nachholen, den sie gemeinsam mit Joaquín unternehmen wollte. Die beiden sind bis zum Abend unterwegs und kommen sich langsam immer näher. Als sie jedoch zurück nach Hause wollen, bemerkt Joaquín, dass der Wagen sabotiert worden ist. Er bringt Lucinda daraufhin in die verlassene Kirche des Ortes und weist sie an, die gesamte Nacht in einem Bannkreis zu bleiben und ihn nicht zu verlassen, egal was er sagen würde. In der Nacht tauchen weitere Nosferatu auf und es kommt zum Kampf, den Lucinda jedoch nicht richtig mitbekommt, da sie in der Kirche ist. Am nächsten Morgen ist Joaquín verletzt und Lucinda verirrt sich bei dem Versuch, Hilfe zu holen, in der Wüste. Später werden die beiden von Rafael und Joaquíns Leuten gefunden. Nachdem sich beide erholt haben, taucht einer aus dem Konsortium auf Santa Reyada auf. Als Lucinda auftaucht, erkennt er sie von früher und spricht sie erneut darauf an. Als Lucinda später Joaquín darum bittet, ihr die Erinnerungen zurückzugeben, tut er dies, und Lucinda erinnert sich an alles, was sie auf Santa Reyada erlebt hat. Einige Tage später ist der Tag gekommen, an dem Lucinda Santa Reyada verlässt. Sie ist unglücklich darüber. Joaquín fährt jedoch nicht mit ihr zum Flughafen, sondern in ein Parkhaus und betäubt sie dort. Als sie aufwacht, befindet sie sich in einer kleinen Wohnung in San Francisco. Auf ihrem Knöchel ist ein Tattoo, und im Wohnzimmer findet sie Papiere, die auf ihren neuen Namen ausgestellt sind, sowie einen Brief von Joaquín, dass sie ein neues Leben anfangen solle. Als sie versucht, Joaquín zu erreichen, stellt sich heraus, dass dieser verschwunden ist. Später bekommt sie einen Anruf von Cris, dass es eine Lösegeldforderung gibt und Lucinda das Geld übergeben soll. Daraufhin fliegt Lucinda zurück nach Los Angeles und fährt mit Cris zur Übergabe. Dort angekommen, bemerkt sie, dass Cris ein Verräter ist und sie an den Großvater der Brüder, Jesús de Alvaro, der gemeinsam mit anderen Nosferatu ausliefert. Im Keller des Hauses trifft sie erneut auf Joaquín, der von seinem Großvater dort festgehalten wird. Dann erfährt Lucinda vom gesamten Plan. Jesús de Alvaro will Joaquín dessen Macht nehmen und diese auf sich selbst übertragen, jedoch muss er dafür Lucindas Blut trinken, was er verweigert. Die beiden werden im Keller alleine gelassen und es gelingt die Flucht, da Cris sich entscheidet den beiden zu helfen. Das Haus, wo Cris und die anderen waren, stürzt hinter ihnen zusammen. Joaquín und Lucinda sind beide schwer verletzt. Trotzdem möchte Joaquín sofort ein Treffen mit seinem Konsortium einberufen, um seinen Großvater zu finden. Zurück auf Santa Reyada kann Rafael Joaquín erneut nicht erreichen. Durch andere Männer Joaquíns, erfahren sie nach und nach, dass dieser gegen seinen Willen zur Hinrichtung gezwungen wird. Gemeinsam fliegen sie zur Kirche, wo die Hinrichtung stattfinden soll und kommen mit einigen Schwierigkeiten auch hinein. Die Hinrichtung ist schon im Gange, jedoch überwindet sich Lucinda letztendlich doch, Joaquín von ihrem Blut zu trinken zu geben. Damit ist besiegelt, dass Joaquín nicht endgültig zum Nosferatu wird. Gemeinsam kehren sie zurück nach Santa Reyada, und Lucinda beschließt dort, als Joaquín de Alvaros Blutbraut, zu bleiben, da sie endlich merkt, dass dies eine andere Beziehung ist, als sie immer dachte.

## Grundzüge
In der Geschichte gibt es mehrere leitende Kräfte. Auf der einen Seite steht die Hermandat, eine Bruderschaft der Hexer. Sie ist ein Ableger des l’Ordre des Sorciers. Die Hermandad waren ursprünglich einige Hexer, welche einen Pakt eingingen, um die zu beschützen, die sie liebten. Dieser Fluch lässt jeden Hexer der Hermandad zum Nosferatu werden, sollte er keine Blutbraut finden. Da die Nosferatu unberechenbar und gefährlich sind, begann der l’Ordre des Sorciers, Jagd auf jene zu machen, die nicht in der Lage sind, eine Blutbraut zu finden und damit unweigerlich zum Nosferatu werden. Gleichzeitig wird erwartet, dass die Hermandad eigenständig jeden Nosferatu hinrichten. Die Hermandad und der l’Ordre des Sorciers sind weder verfeindet noch befreundet, jedoch fungiert der Ordre ähnlich wie ein Aufsichtsrat. Die Hermandad hält sich in den USA auf, während der Ordre in Europa bleibt. In der Hermandad haben die Patrones jeweils ihr Konsortium. Dies sind Berater, die dem Patron direkt unterstellt sind, sich jedoch auch gegen ihn wenden können und dafür verantwortlich sind, ihn zur Hinrichtung zu bewegen, sobald sie merken, dass er zum Nosferatu wird und keinen Bund mit einer Blutbraut hat.
Die Aufgabe einer Blutbraut ist es, den Hexer davon abzuhalten, zum Nosferatu zu werden. Dieser muss dafür ihr Blut trinken, was sie ihm jedoch auch erlauben muss. Blutbräute kommen meistens aus Familien, welche mehrere Blutbräute hervorgebracht haben. So kommt Lucinda zum Beispiel aus der Linie der Moreira Blutbräute. Gleichzeitig muss die Blutbraut zum Hexer passen. Dies zeigt sich manchmal schon während der Kindheit, so wie bei Lucinda und Joaquín. Wenn der Hexer das erste Mal das Blut seiner Blutbraut trinkt, wird ein Band zwischen den beiden geschlossen.

## Personen

### Lucinda Moreira
Lucinda Moreira ist die letzte Blutbraut, der Moreira Familie. Sie ist siebzehn Jahre alt und lebt alleine auf der Flucht. Unter dem Namen Mia arbeitet sie im Forty-two, einem Club in Boston. Dort lernt sie Crís kennen und verliebt sich erst in ihn. Ihre einzige Angehörige ist Tante María, welche jedoch nicht ihre leibliche Tante ist. Diese wird jedoch von einem Nosferatu ermordet und Lucinda wird in einer Klinik behandelt. Tante María ist an den Vorstellungen schuld, die Lucinda über das Leben als Blutbraut hat. Nach ihrem Aufenthalt in der Klinik lebt sie auf der Flucht, bis sie durch Rafael entführt wird und wieder auf Santa Reyada lebt. Später, auf Santa Reyada, erfährt sie durch Joaquín, dass sie schon als Kind auf Santa Reyada gelebt hat und damals ein sehr enges Verhältnis zu Joaquín hatte. Als Lucinda vier Jahre alt ist, bringt ihre Mutter sie nach Santa ReyadaDiese Erinnerungen löschte Joaquín zu ihrem Schutz aus ihrem Gedächtnis, während ihres Aufenthalts in der Klinik. Später erfährt sie auch, dass Joaquín die ganze Zeit über wusste, wo sie sich aufhält, und dafür gesorgt hat, dass sie sicher ist. Danach ändert Lucinda langsam ihre Meinung von Joaquín. Nach und nach merkt sie, dass sie sich in ihn verliebt. Letztendlich entscheidet sie sich für ein Leben als Blutbraut, was ganz anders aussieht, als ihre Tante es ihr immer beschrieben hat und ist damit glücklich.

### Joaquín de Alvaro
Joaquín de Alvaro ist der mächtige Patron der de Alvaro Familie. Er gehört zu den mächtigsten Hexern der Hermandad. Sein Einflussgebiet umfasst in der Geschichte San Francisco, Los Angeles, San Diego und die Gebiete darum herum. Lucinda wurde der de Alvaro Familie schon früh als Blutbraut übereignet, womit klar war, dass sie einmal Joaquín de Alvaros Blutbraut sein würde. Joaquín ist nicht weit davon entfernt zu Nosferatu zu werden und damit sein eigenes Todesurteil fällen zu müssen. Ihm gehört Santa Reyada und er hat eine besondere Verbindung zu dem Landsitz. Bei einem Experiment mit einem Bannkreis, verantwortet Joaquín den Verlust der magischen Kräfte seines jüngeren Bruders, Cris. Dies steht immer zwischen den beiden. Zu seinem Vater hatte er keine besonders gute Beziehung, jedoch eine sehr gute zu seiner Mutter, die früh starb. 

## Autorin
Lynn Raven lebt in Neuengland, zwischenzeitlich wohnt sie jedoch auch immer wieder in Deutschland. Sie schreibt Fantasyromane und bewegt sich meistens innerhalb der High-Fantasy und der Dark-Fantasy. Sie ist Autorin im cbt/cbj Verlag.

## Kritik
„Raven gelingt es, eine rasante Geschichte zu erzählen, die den Leser von der ersten Seite an packt.“
(Die Rheinpfalz 7. Dezember 2011)
„In Blutbraut stimmt die Mischung aus Fantasy und Realität: Wahrlich ein Meisterwerk!“
(Allgemeine Zeitung 29. Juni 2012)